# Mikhail Rytshagov
Mikhail Rytshagov (12 november 1967) is een Estische schaker met een FIDE-rating van 2495 in 2006 en FIDE-rating 2457 in 2016. Hij is, sinds 1997, een grootmeester. In 2009 was hij met een rating van 2472, de derde schaker van Estland.
In 2011 kreeg hij de titel FIDE Senior Trainer.

## Individuele resultaten
In 1999 won hij het 21e Festival in Arco (Italië); in 2000 werd hij gedeeld 2e in het Noorse kampioenschap rapidschaak en gedeeld eerste in het Hartwall Heart Of Finland Open toernooi. In datzelfde jaar, nam hij deel aan het FIDE Wereldkampioenschap schaken (2000), waar hij in de eerste ronde werd uitgeschakeld door Étienne Bacrot.
In mei 2005 speelde hij mee in het toernooi om het kampioenschap van Estland dat in Tallinn gespeeld werd. Hij eindigde met 5.5 uit 9 op de vierde plaats.
Volgens Chessmetrics is het hoogste door hem bereikte spelniveau equivalent aan een rating van 2582, bereikt in oktober 2000.

## Resultaten in nationale teams
Hij speelde voor Estland in de Schaakolympiades van 1992, 1994, 1996, 1998, 2000, 2002 en in het Europees Schaakkampioenschap voor landenteams in 1992 en 1997.

## Externe koppelingen
- (en)   Informatie over schaakpartijen van Mikhail Rytshagov op ChessGames.com
- (en)   Informatie over schaakpartijen van Mikhail Rytshagov op 365chess.com
- (en)  FIDE-ratinggegevens voor Mikhail Rytshagov